# Негре
Негре је била женска поп група из Црне Горе. Чланице групе су Милена Вучић, Нина Жижић и Јелена Кажанегра. На такмичењу Европјесма учествовале су 2004. са песмом К'о ниједна друга где су заузеле треће место. На Сунчаним скалама 2005. учествовале су са песмом Као и такође су биле треће. Групу је напустила Нина Жижић, а заменила ју је Марија Брајовић. Убрзо се група распала.